# Tylophora fasciculata
Tylophora fasciculata är en oleanderväxtart som beskrevs av Buch.-ham. och Robert Wight. Tylophora fasciculata ingår i släktet Tylophora och familjen oleanderväxter. Inga underarter finns listade i Catalogue of Life.